# Bothremys maghrebiana
Bothremys maghrebiana  — вимерлий вид бокошийних черепах родини Bothremydidae. Вид існував у палеоцені, 66-61 млн років тому. Скам'янілі рештки виду знайдені у відкладеннях фосфоритів формування Улад Абдун у Марокко.